# 충청남도 보건환경연구원
충청남도보건환경연구원(忠淸南道保健環境硏究院)은 충청남도의 지역 환경 및 주민 보건 위생에 관한 시험검사와 연구를 위하여 충청남도청 산하에 설치된 직속기관이다.
연구원장은 지방보건연구관, 지방환경연구관으로 보하거나, 개방형 지방임기제공무원으로 보한다.
충청남도보건환경연구원에 총무과, 보건연구부, 환경연구부를 둔다.

## 연혁
- 1952년 5월: 충청남도위생시험소 설치
- 1976년 5월: 충청남도보건연구소로 변경
- 1987년 12월: 충청남도보건환경연구소로 변경
- 1991년 5월: 충청남도보건환경연구원으로 변경
- 1998년 9월: 충청남도가축위생시험소 병합
- 2000년 8월: 충청남도축산위생연구소 분리
- 2016년 7월: 대전광역시 동구 가양동에서 충청남도 홍성군으로 청사 신축 이전
- 2018년 1월: 조직개편에 따라 보건환경연구부가 보건연구부와 환경연구부로 분리

## 조직
원장
- 총무과
- 보건연구부(3과 1검사소)
- 환경연구부(6과)